# Al-Hazem Sport Club
El Al-Hazem Sport Club (en árabe: نادي الحزم الرياضي‎) es un club de fútbol de Arabia Saudita, de la ciudad de Ar Rass. Fue fundado en 1957 y juega en la Primera División Saudí, segunda división de Arabia.

## Historia
El equipo fue fundado en 1957 como un club polideportivo. Su principal actividad actualmente es el fútbol.

## Uniforme
- Uniforme titular: Camiseta, pantalón y medias azules.
- Uniforme alternativo: Camiseta, pantalón y medias amarillas.

## Estadio
El Al-Hazm juega en el Estadio Al Hazm. Tiene capacidad para 3.000 personas.